# Born to Sing (film, 1942)

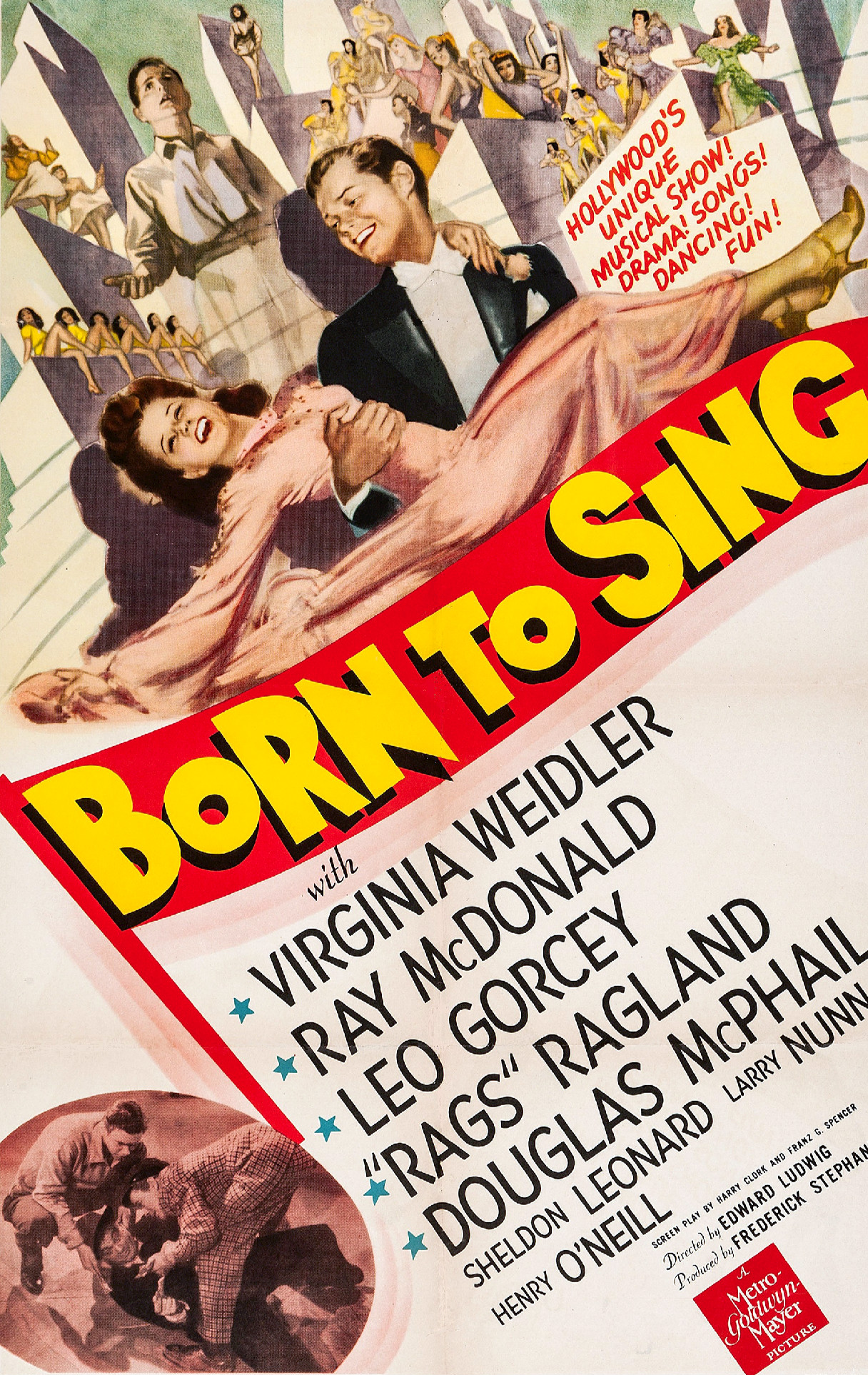
Affiche du film.

Pour l’article homonyme, voir Born to sing.
Born to Sing est un film musical américain réalisé par Edward Ludwig, sorti en 1942.

## Fiche technique
- Réalisation : Edward Ludwig
- Scénario : Franz Schulz, Harry Clork
- Producteur : Frederick Stephani
- Photographie : Sidney Wagner
- Montage : Robert J. Kern
- Musique : Lennie Hayton
- Genre : film musical[1]
- Distributeur : Metro-Goldwyn-Mayer
- Durée :82 minutes
- Date de sortie : 1942

## Distribution
- Virginia Weidler : Patsy Eastman
- Ray McDonald : Steve
- Leo Gorcey : "Snap" Collins
- Rags Ragland : Grunt
- Douglas McPhail : Murray Saunders
- Sheldon Leonard : Pete Detroit
- Henry O'Neill : Frank Eastman
- Larry Nunn : Mike Conroy
- Margaret Dumont : Mrs. E. V. Lawson
- Beverly Hudson : Maggie Cooper
- Richard Hall : Mozart Cooper
- Darla Hood : Quiz Kid
- Lester Matthews : Arthur Cartwright
- Ben Carter : Eight Ball
- Lee Phelps : Mr. Porter
- Connie Gilchrist : Welfare Worker
- Cy Kendall : capitaine de la Police